# Simulium matteabranchium
Simulium matteabranchium es una especie de insecto del género Simulium, familia Simuliidae, orden Diptera.
Fue descrita científicamente por Anduze, 1947.